# Bräcke station
Bräcke station är en järnvägsstation på Mittbanan i Bräcke i Jämtlands län. Stambanan genom övre Norrland mot Bodens centralstation utgår från stationen och öppnades för trafik till Håsjö 1883.
Stationen öppnade 1874 och det nuvarande stationshuset är byggt 1910. Det ursprungliga stationshuset och järnvägshotellet var rivna 1973. Jernhusen avyttrade stationshuset 2009.